# Cedusa siopa
Cedusa siopa är en insektsart som beskrevs av Kramer 1986. Cedusa siopa ingår i släktet Cedusa och familjen Derbidae. Inga underarter finns listade i Catalogue of Life.